# Hülsede
Hülsede ist eine Gemeinde im Südosten des niedersächsischen Landkreises Schaumburg. Die Gemeinde zählt über 1000 Einwohner und gehört zur Samtgemeinde Rodenberg.

## Geographie

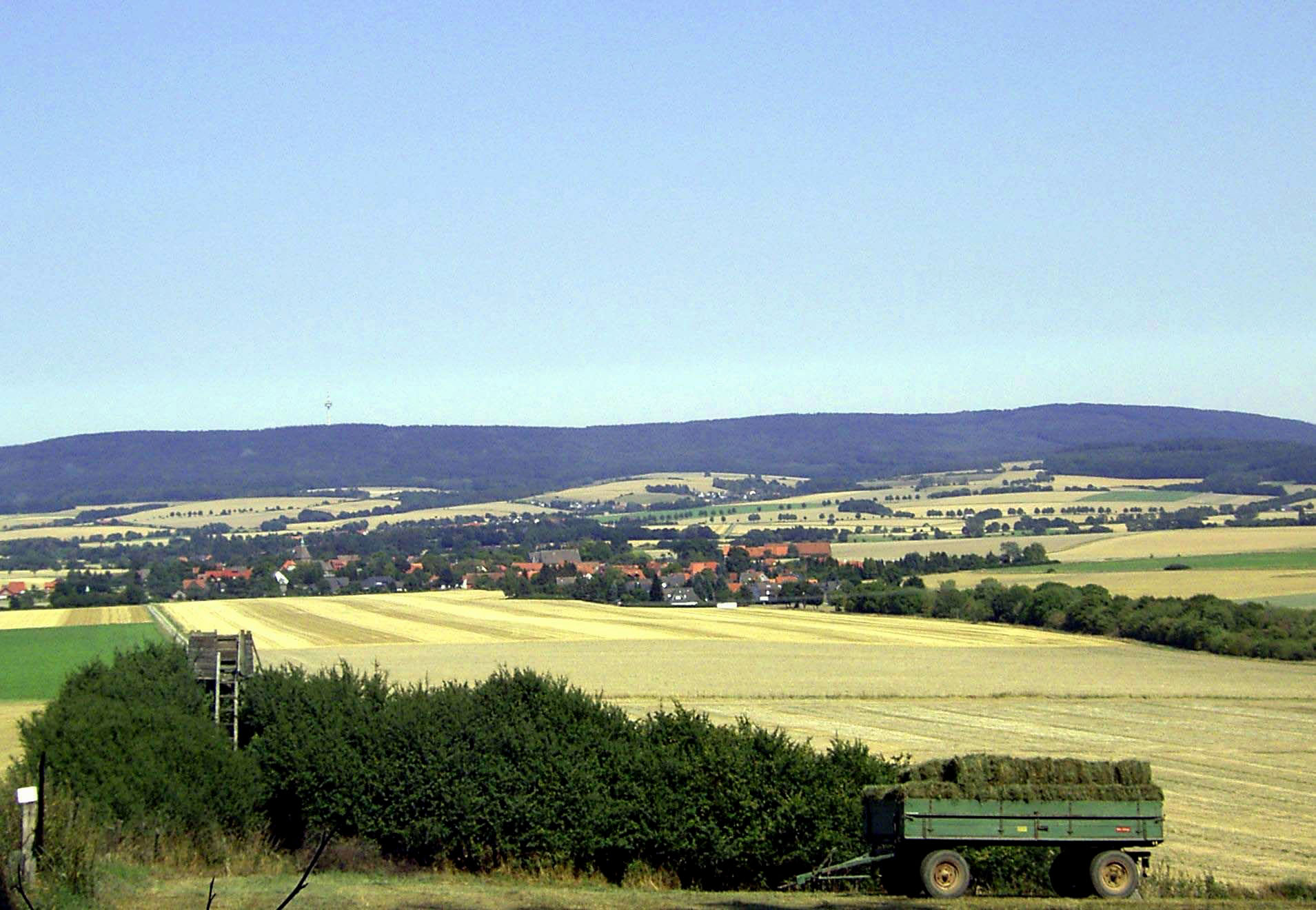
Blick auf Hülsede und den Deister

### Lage
Hülsede liegt am Nordosthang des Süntels im Deister-Süntel-Tal. Der Hülseder Bach (ortsüblich Beeke) durchfließt den Ort in einem weitgehend verrohrten Bachbett und mündet kurz danach in die Rodenberger Aue.

### Ortsteile
Die Gemeinde Hülsede besteht aus den Ortsteilen:
1. Hülsede mit den Wohnplätzen Mittelmühle und Niedermühle
2. Meinsen
3. Schmarrie mit den Wohnplätzen Bussenmühle, Eisenhammer, Herriehausen und der Pulvermühle

### Nachbargemeinden
Nachbargemeinden sind im Uhrzeigersinn Auetal, Pohle und Messenkamp sowie die Städte Bad Münder und Hessisch Oldendorf.

## Geschichte
Alte Bezeichnungen des Ortes sind um 1223 Hulsede, 1300 Hulsedhe, 1352 to Hulsede, 1492 Hulsede, 1518 tho Hülssde, 1527 zu Hülssede, 1533 Hulszede, 1620 Hülßde und 1647 Hülssende.
Einen ersten Hinweis auf die Ortschaft enthalten die um 1150 verfassten Güterverzeichnisse der Reichsabtei Fulda. Darin ist vermerkt, dass einem Herzog Bernhard in „Hulside“ zwei Höfe (mansi) zum Lehen überlassen worden sind. Diese Notiz bezieht sich mit großer Wahrscheinlichkeit auf die Zeit der Billunger Herzöge Bernhard I. († 1011) oder Bernhard II. von Sachsen († 1059), wobei Historiker den Letzteren vermuten. Auf sein Todesjahr 1059 bezieht die Gemeinde Hülsede bisher ihre Dorfjubiläen. Frühere Bezugsjahre (zum Beispiel 1012, der Beginn der Regierungszeit von Bernhard II. von Sachsen) scheinen nicht ausgeschlossen.
1310 wurden der Kirchhof, die Mittelmühle und der hohe Hof zum ersten Mal urkundlich erwähnt. Die Gutsmühle von 1450 ist eine der ältesten Wassermühlen Niedersachsens. Ab 1474 betrieb die Familie Baake in Hülsede eine Schmiede. Hülsede besaß Braurecht, als letzter Brauer wird Carsten Eckermann genannt. Letzter Müller in Hülsede war Otto Habermann. 1944 wurden keltische Urnen beim hohen Hof gefunden.
Die Tischlergenossenschaft Hülsede war die Keimzelle der Möbelindustrie im Deister-Süntel-Tal.
1978 wurde auf der Westeregge ein NATO-Depot errichtet, welches 1993 geschlossen wurde.
Am 1. März 1974 wurden die Gemeinden Meinsen und Schmarrie eingegliedert.
Schmarrie wurde um 1230 erstmals als Smeringe erwähnt. Östlich von Schmarrie bestand Ende des 14. und Anfang des 15. Jahrhunderts in einem Niederungsgebiet an der Rodenberger Aue mit der Posteburg eine kleine Wasserburg, auf der vermutlich ein niederadliges Geschlecht saß. Die Gründung von Meinsen ist nach einer unsicheren Urkunde zwischen 780 und 802 erfolgt. Herriehausen wurde 1346 erstmals im Urkundenbuch Fischbeck als Herdingehusen erwähnt und befand sich im Besitz des Klosters Fischbeck. Alle Ortsteile gehörten bis zum 1. März 1974 zum aufgelösten Landkreis Springe und wurden in den Landkreis Grafschaft Schaumburg eingegliedert.
Seit dem 1. August 1977 gehört die Gemeinde Hülsede zum neugebildeten Landkreis Schaumburg.

## Politik

Sitzverteilung im Hülseder Rat 2011–2016

### Gemeinderat
Der Rat der Gemeinde Hülsede besteht aus elf Ratsfrauen und Ratsherren. Dies ist die festgelegte Anzahl für die Mitgliedsgemeinde einer Samtgemeinde mit einer Einwohnerzahl zwischen 1001 und 2000 Einwohnern. Die Ratsmitglieder werden durch eine Kommunalwahl für jeweils fünf Jahre gewählt. Die aktuelle Amtszeit begann am 1. November 2021 und endet am 31. Oktober 2026.
Die letzte Kommunalwahl am 12. September 2021 ergab das folgende Ergebnis:
| Partei | Anteilige Stimmen | Anzahl Sitze |
| ------ | ----------------- | ------------ |
| SPD    | 38,20 %           | 4            |
| CDU    | 30,00 %           | 3            |
| WHG    | 22,89 %           | 3            |
| GRÜNE  | 8,92 %            | 1            |

Die Wahlbeteiligung bei der Kommunalwahl 2021 lag mit 73,80 % über dem niedersächsischen Durchschnitt von 55,5 %.

### Bürgermeister
Seit dem 8. November 2021 ist Tobias Steinmeyer (CDU) Bürgermeister. Gemeindedirektor ist seit 2024 Markus Jacobs.

### Wappen
In Silber drei grüne Blätter der Stechpalme und drei Früchte in der Mitte im Dreipass gestellt.

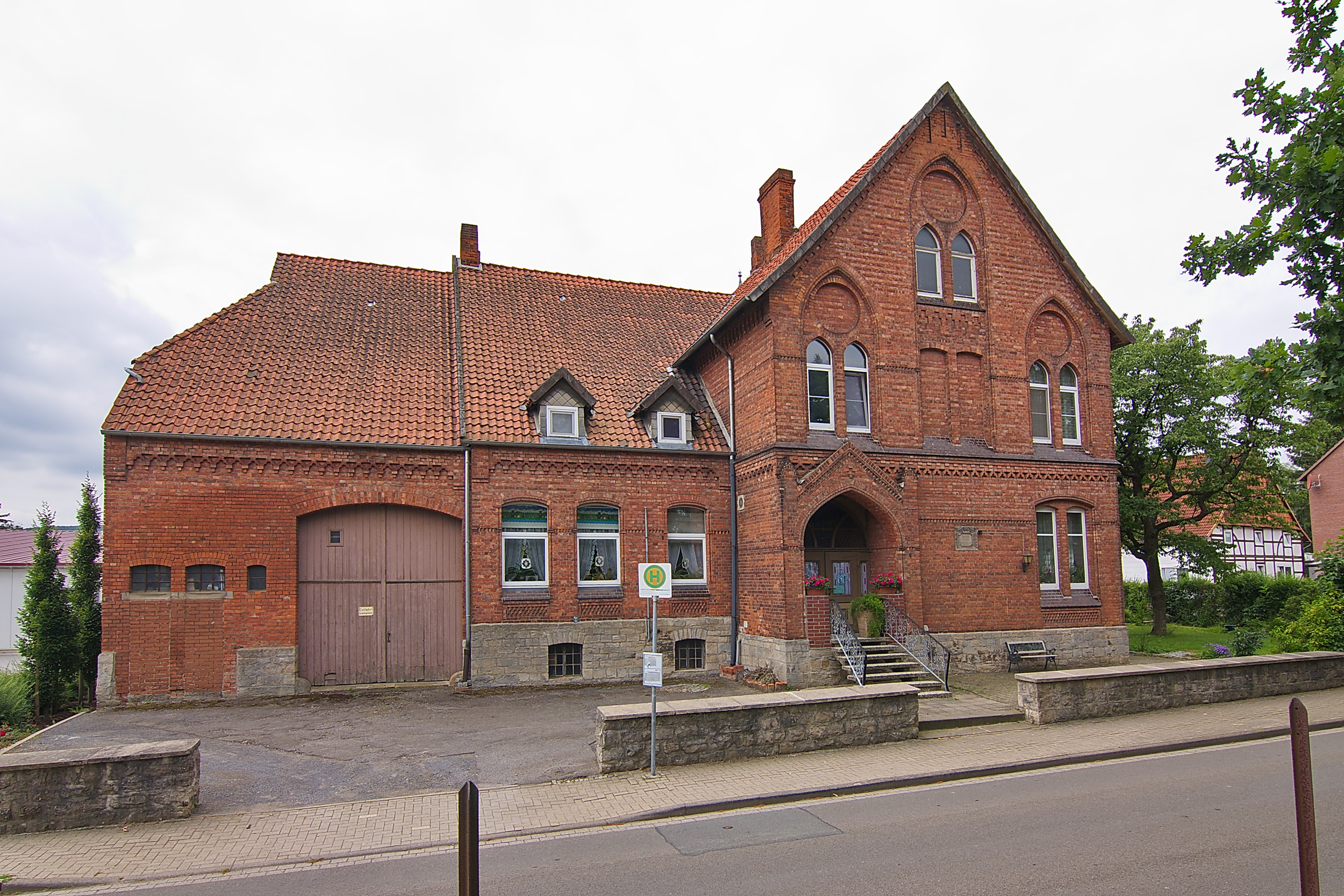
Alte Schule
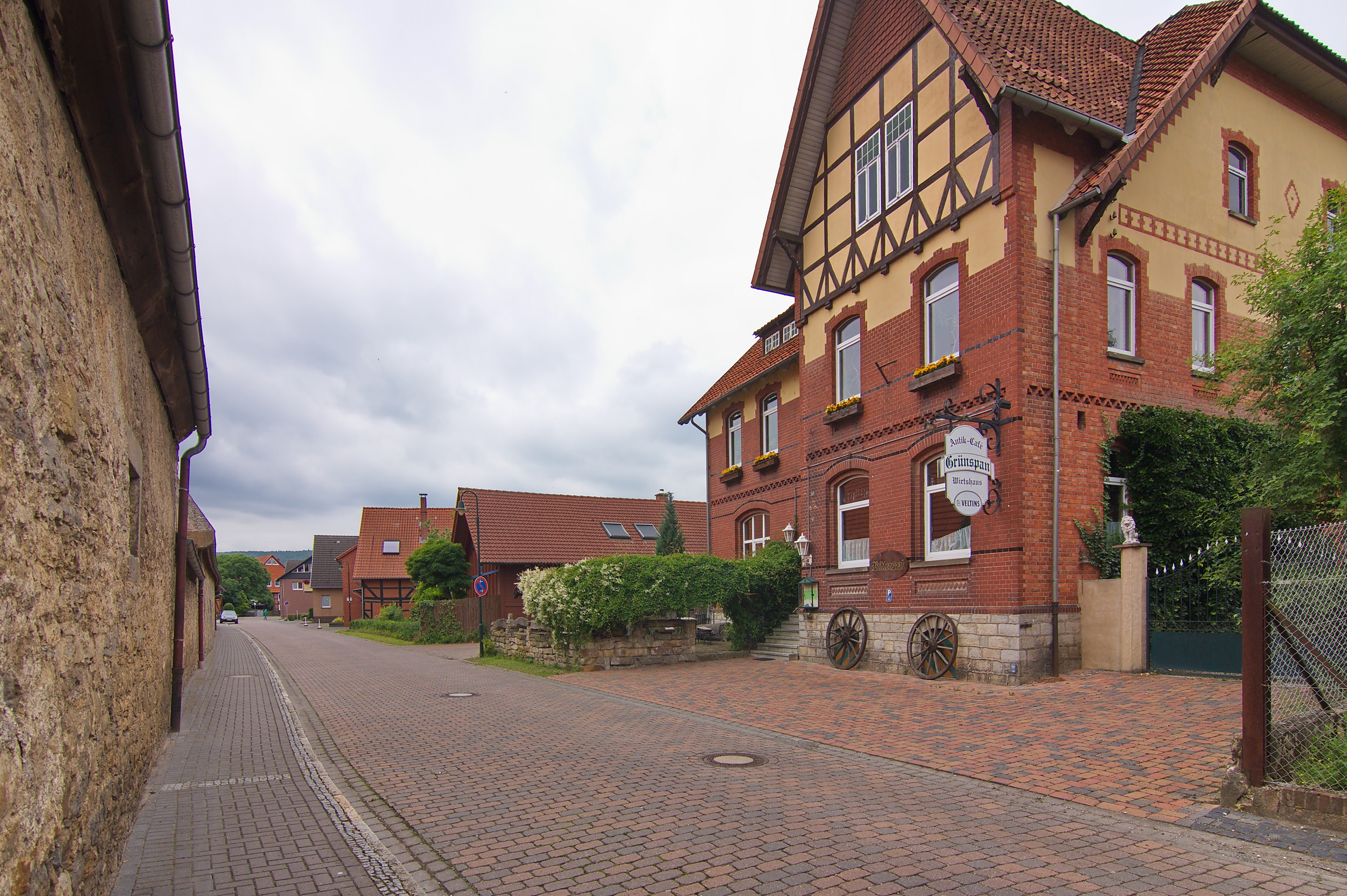
Ortsblick
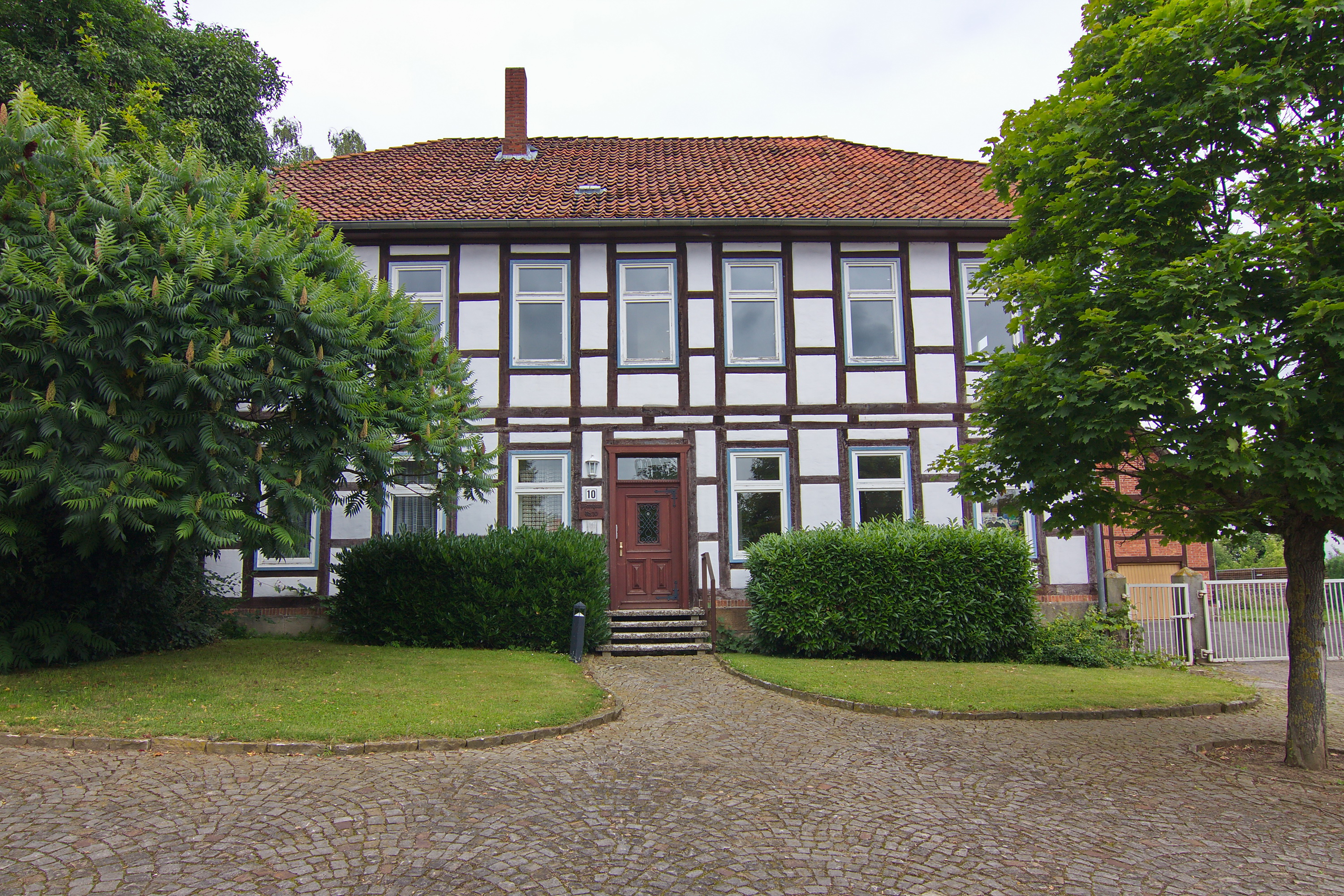
Pfarrhaus
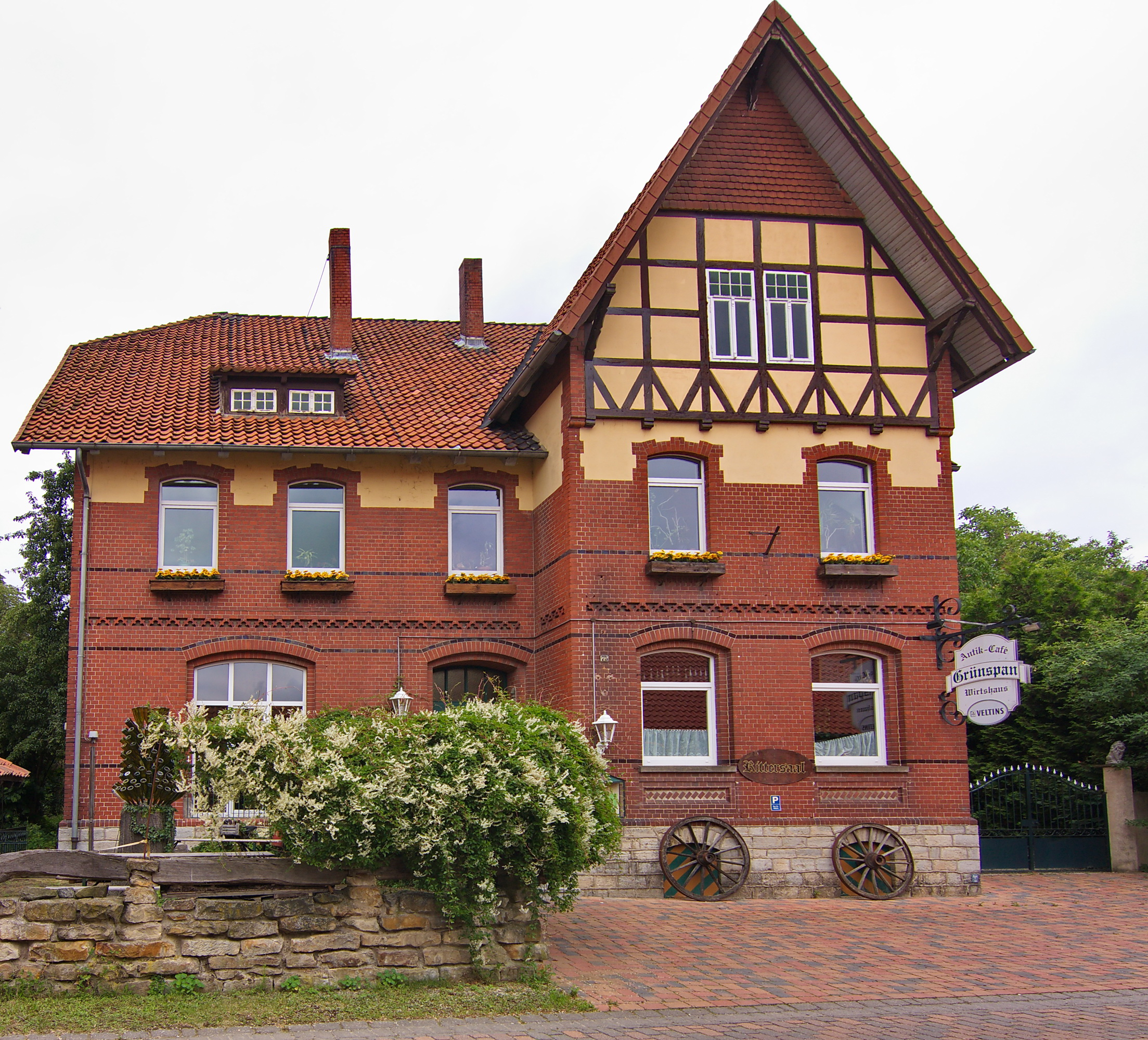
Gasthaus Grünspan

## Kultur und Sehenswürdigkeiten

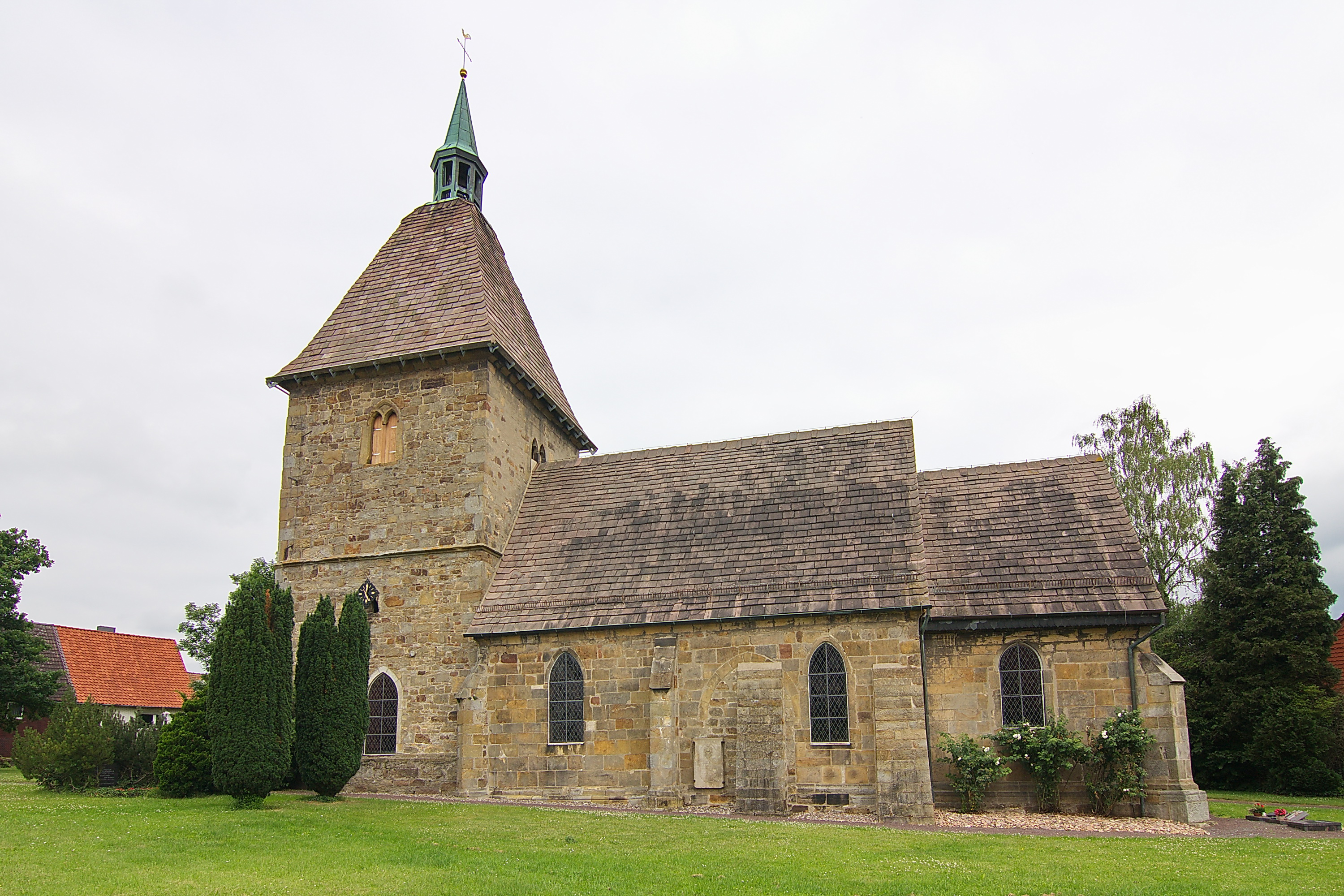
St.-Ägidien-Kirche

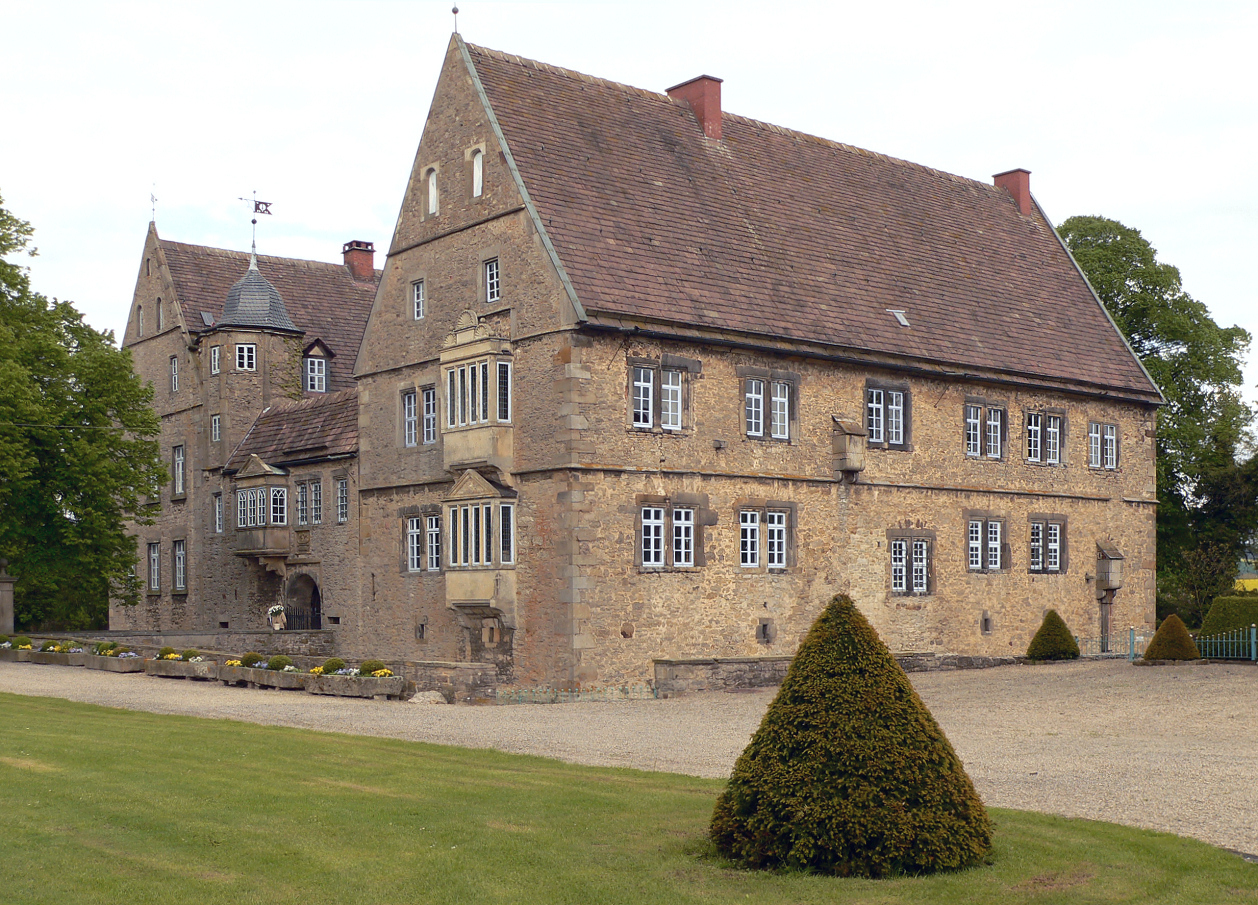
Wasserschloss Hülsede

### Baudenkmale
- Ev.-luth. Pfarrkirche St. Ägidien, in der ersten Hälfte des 15. Jahrhunderts auf den Resten einer Vorgängerkirche als Bruchsteinbau erbaut. Die Deckenmalereien des Mindener Meisters Jürgen Dove aus dem Jahr 1577 wurden 2013 umfassend restauriert. Unter Denkmalschutz stehen neben der Kirche auch das Pfarrhaus von 1810 und eine ehemalige Scheune.
- Wasserschloss Hülsede im Stil der Renaissance im Weserraum (Weserrenaissance), erbaut 1529–1548. Neben dem Schloss gehören auch die Graft und der Landschaftspark sowie zwei Ställe, zwei Scheunen und ein Wohnhaus (ehemalige Hofmeisterwohnung) zum unter Denkmalschutz stehenden Ensemble.[12]
- Gutsmühle. Sie ist eine der ältesten Wassermühlen in Niedersachsen und in der Roten und Weißen Mappe 2008 erwähnt. Nicht nur die Mühle, sondern auch das Wohnhaus steht unter Denkmalschutz.
- Die Mittelmühle mit dem Wohnteil, einem Wohnhausanbau sowie einer Scheune steht seit 2009 im Verzeichnis der Baudenkmale.
- Von der Niedermühle ist die Scheune unter Denkmalschutz gestellt.
- Die gesamte Hofanlage von Herriehausen 1 mit Haupthaus, Leibzucht, Nebenwohnhaus und Mühle steht unter Schutz.
- In Hülsede ist das Wohn- und Wirtschaftsgebäude „Über der Beeke 12“ (Schmiede Baake) unter Denkmalschutz gestellt.
- Auch „In der Rehre 18“ ist das Wohn- und Wirtschaftsgebäude verzeichnet.
- Die Kriegerdenkmale in Hülsede und Schmarrie sowie die ehemalige Schule Hülsede sind verzeichnet.
- In Meinsen sind in der Straße Cloppenburg 8 eine ehemalige Schmiede mit Stauwehr und Teich und in der Meinser Straße 6 ein Wohn- und Wirtschaftsgebäude unter Denkmalschutz stehend.
- Eine Gebäudegruppe in der Meinser Straße 22, bestehend aus einem Wohnhaus, zwei Scheunen und einem Stall sind als Beispiel einer gründerzeitlichen Hofanlage ausgewiesen.
- Hofanlagen in der Schmarrier Straße 4, 24, 26 und 28 sind mit mehreren Wohnhäusern und Nebengebäuden verzeichnet. Ebenso in Nr. 29 ein ehemaliger Speicher. Im Winkel 2 ist es ein Wohn- und Wirtschaftsgebäude.
- Denkmalpflegerisch von Bedeutung ist der historische Standort des Hammerwerkes Eisenhammer mit seinen baulichen Resten und dem Gebäudekomplex des Wohn- und Wirtschaftsgebäudes.

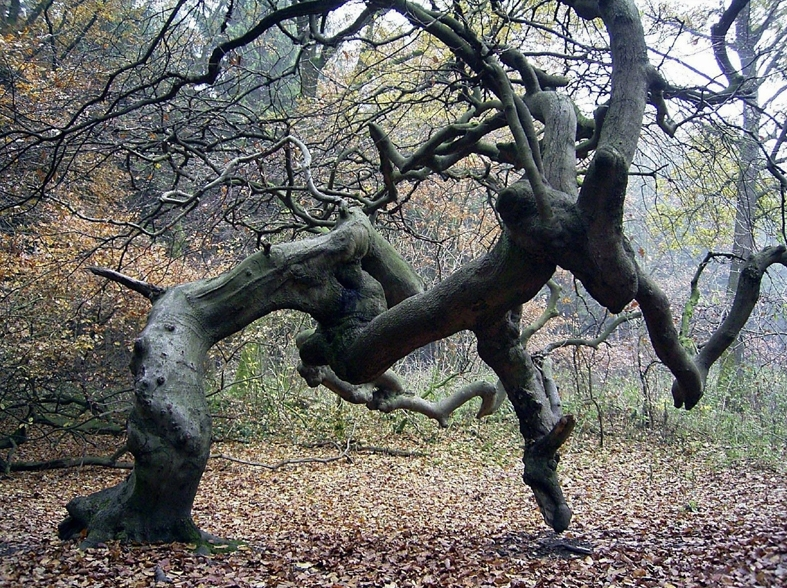
Die Süntel-Buche bei Hülsede

(Quelle:)

### Naturdenkmale / Landschaftsschutz
- Am Hülseder Bach steht das Naturdenkmal Krüppelbuche, eine 200 Jahre alte Süntelbuche. Sie ist nur noch ein sterbender Baum, seit sie 2001 bei Baumfällarbeiten beschädigt wurde. In der Gemarkung stehen noch weitere acht dieser seltenen Bäume. Davon stehen vier hinter dem Kriegerdenkmal am Waldrand auf der Westeregge. Hier wurde 1843 ein 600 Morgen großer Bestand an Süntelbuchen gerodet. Das Holz wurde wegen seiner vielen Krümmungen und Unebenheiten in Meilern zu Holzkohle verarbeitet. Der Rest fiel einer Brandrodung zum Opfer.
- Der Skihang Kehen Brink am Süntelrand ist wegen dort wachsenden Orchideen als Naturdenkmal geschützt.
- In Schmarrie stand eine inzwischen gefällte Eichengruppe unter Naturdenkmalschutz.

- Aus allen Ortsteilen gehören einige Flurstücke zum Landschaftsschutzgebiet Süntel.[14]
- Laut Landschaftsrahmenplan erfüllen der Nordsüntel und der Meinser Bach die Voraussetzungen für ein Naturschutzgebiet. In der Roten Mappe des NHB wird ein NSG Nordsüntel gefordert.

### Archiv
Das Archiv der Gemeinde Hülsede befindet sich als Depositum der Samtgemeinde Rodenberg im Staatsarchiv Bückeburg.

## Wirtschaft und Infrastruktur
Die nächste Autobahnanschlussstelle ist Lauenau an der Bundesautobahn 2 Hannover-Dortmund. Nordöstlich der Gemeinde verläuft die B 442, die von Bad Münder nach Wunstorf führt. Ein Anschluss an den öffentlichen Personennahverkehr besteht durch die Schaumburger Verkehrsgesellschaft und durch das Anrufauto der Samtgemeinde Rodenberg. Die nächstgelegenen Bahnhöfe befinden sich in Bad Nenndorf, Bantorf und Bad Münder.
Heine-Sitzmöbel in Hülsede ist mit 20 Beschäftigten die letzte von ehemals über 40 Möbelfabriken in der Deistergegend. Die Gebäude der 2016 geschlossenen Kracke-Möbelmanufaktur werden als Gewerbepark Hülsede genutzt. Auf der Westeregge im ehemaligen NATO-Depot wird eine Biogasanlage betrieben.
- Für öffentliche Sicherheit und Ordnung ist das Polizeikommissariat Bad Nenndorf mit einer Polizeistation im Tagdienst in Lauenau zuständig.
- Der abwehrende Brandschutz und die allgemeine Hilfe werden durch die Freiwilligen Feuerwehren Hülsede-Meinsen und Schmarrie sichergestellt.

Grundschüler besuchen die Schule in Lauenau. Weiterführende Schulen befinden sich in Rodenberg, Bad Nenndorf und Stadthagen.

## Persönlichkeiten
- Wilhelm Blumenberg (1863–1949), 1889 bis 1904 Pastor in Hülsede, danach langjähriger Pastor der Aegidienkirche in Hannover. In Hülsede wurde sein Sohn Werner Blumenberg (1900–1965) geboren, der spätere sozialdemokratische Publizist und Widerstandskämpfer.
- Hans-Joachim Thormann (1917–1979), Dorfschullehrer und Schulleiter der Volksschule in Hülsede, Sportfunktionär, Kommunalpolitiker, Mitglied des Kreistages, stellvertretender Landrat, Träger des Niedersächsischen Verdienstordens 1. Klasse.